# Comunità Montana Gran Sasso
Die Comunità Montana Gran Sasso ist eine Vereinigung von insgesamt 9 Gemeinden in der italienischen Provinz Teramo. Sie wurde von den in der Regel recht kleinen Gemeinden, die zumindest teilweise in Bergregionen liegen, gebildet, um die wirtschaftliche Entwicklung der Region zu stärken und die Abwanderung der Bevölkerung aufzuhalten. Weitere Aufgaben sind die Stärkung des Tourismus, des Naturschutzes und die Erhaltung der ländlichen Kultur.
Das Gebiet der Comunità Montana Gran Sasso umfasst ein Gebiet von 44.886 Hektar und zählt insgesamt etwa 20.900 Einwohner. Der namensgebende Berg Gran Sasso d’Italia gehört ebenfalls zum Territorium der Comunità Montana Gran Sasso.
Die Comunità umfasst folgende Gemeinden:
- Castel Castagna
- Castelli
- Colledara
- Crognaleto
- Fano Adriano
- Isola del Gran Sasso d’Italia
- Montorio al Vomano
- Pietracamela
- Tossicia